# Оскар (кинопремия, 1986)
58-я церемония вручения наград премии «Оскар» за заслуги в области кинематографа за 1985 год состоялась 24 марта 1986 года в Dorothy Chandler Pavilion (Лос-Анджелес, Калифорния). Номинанты были объявлены 5 февраля 1986 года.
Драматическая лента Стивена Спилберга «Цветы лиловые полей», выдвинутая на «Оскар» в одиннадцати номинациях, в итоге не была удостоена ни одной награды.

## Фильмы, получившие несколько номинаций
| Фильм                                              | номинации | победы |
| -------------------------------------------------- | --------- | ------ |
| • Из Африки / Out of Africa                        | 11        | 7      |
| • Цветы лиловые полей / The Color Purple           | 11        | -      |
| • Свидетель / Witness                              | 8         | 2      |
| • Честь семьи Прицци / Prizzi's Honor              | 8         | 1      |
| • Поцелуй женщины-паука / Kiss of the Spider Woman | 4         | 1      |
| • Ран / 乱                                         | 4         | 1      |
| • Назад в будущее / Back to the Future             | 4         | 1      |
| • Поезд-беглец / Runaway Train                     | 3         | -      |
| • Агнесса божья / Agnes of God                     | 3         | -      |
| • Кордебалет / A Chorus Line                       | 3         | -      |
| • Кокон / Cocoon                                   | 2         | 2      |
| • Официальная версия / La historia oficial         | 2         | 1      |
| • Поездка в Баунтифул / The Trip to Bountiful      | 2         | 1      |
| • Белые ночи / White Nights                        | 2         | 1      |
| • Любовь Мёрфи / Murphy's Romance                  | 2         | -      |
| • Бразилия / Brazil                                | 2         | -      |
| • Сильверадо / Silverado                           | 2         | -      |
| • Леди-ястреб / Ladyhawke                          | 2         | -      |

## Список лауреатов и номинантов
★ Победители выделены отдельным цветом. 

### Основные категории
| Категории                         | Лауреаты и номинанты | Лауреаты и номинанты |
| --------------------------------- | --- | --- |
| Лучший фильм                      | ★ Из Африки (продюсер: Сидни Поллак) | ★ Из Африки (продюсер: Сидни Поллак) |
| Лучший фильм                      | • Цветы лиловые полей (продюсеры: Стивен Спилберг, Кэтлин Кеннеди, Фрэнк Маршалл и Куинси Джонс) | |
| Лучший фильм                      | • Поцелуй женщины-паука (продюсер: Дэвид Уайсмен) | |
| Лучший фильм                      | • Честь семьи Прицци (продюсер: Джон Формен) | |
| Лучший фильм                      | • Свидетель (продюсер: Эдвард С. Фельдман) | |
| Лучший режиссёр                   | | ★ Сидни Поллак за фильм «Из Африки» |
| Лучший режиссёр                   | • Эктор Бабенко — «Поцелуй женщины-паука» | |
| Лучший режиссёр                   | • Джон Хьюстон — «Честь семьи Прицци» | |
| Лучший режиссёр                   | • Акира Куросава — «Ран» | |
| Лучший режиссёр                   | • Питер Уир — «Свидетель» | |
| Лучшая мужская роль               | | ★ Уильям Хёрт — «Поцелуй женщины-паука» (за роль Луиса Молины) |
| Лучшая мужская роль               | • Харрисон Форд — «Свидетель» (за роль детектива Джона Бука) | |
| Лучшая мужская роль               | • Джеймс Гарнер — «Любовь Мёрфи» (за роль Мерфи Джонса) | |
| Лучшая мужская роль               | • Джек Николсон — «Честь семьи Прицци» (за роль Чарли Партанны) | |
| Лучшая мужская роль               | • Джон Войт — «Поезд-беглец» (за роль Мэнни) | |
| Лучшая женская роль               | | ★ Джеральдин Пейдж — «Поездка в Баунтифул» (за роль Кэрри Уоттс) |
| Лучшая женская роль               | • Энн Бэнкрофт — «Агнесса божья» (за роль матери Мириам Рут) | |
| Лучшая женская роль               | • Вупи Голдберг — «Цветы лиловые полей» (за роль Сели) | |
| Лучшая женская роль               | • Джессика Лэнг — «Сладкие грёзы» (за роль Пэтси Клайн) | |
| Лучшая женская роль               | • Мерил Стрип — «Из Африки» (за роль Карен Бликсен) | |
| Лучшая мужская роль второго плана | | ★ Дон Амичи — «Кокон» (за роль Арта Селвина) |
| Лучшая мужская роль второго плана | • Клаус Мария Брандауэр — «Из Африки» (за роль Брора фон Бликсена) | |
| Лучшая мужская роль второго плана | • Уильям Хикки — «Честь семьи Прицци» (за роль дона Коррадо Прицци) | |
| Лучшая мужская роль второго плана | • Роберт Лоджиа — «Зазубренное лезвие» (за роль Сэма Рэнсома) | |
| Лучшая мужская роль второго плана | • Эрик Робертс — «Поезд-беглец» (за роль Бака) | |
| Лучшая женская роль второго плана | | ★ Анжелика Хьюстон — «Честь семьи Прицци» (за роль Мэйроуз Прицци) |
| Лучшая женская роль второго плана | • Маргарет Эйвери — «Цветы лиловые полей» (за роль Шуг Эйвери) | |
| Лучшая женская роль второго плана | • Эми Мэдиган — «Дважды в жизни» (за роль Санни) | |
| Лучшая женская роль второго плана | • Мег Тилли — «Агнесса божья» (за роль сестры Агнессы) | |
| Лучшая женская роль второго плана | • Опра Уинфри — «Цветы лиловые полей» (за роль Софии) | |
| Лучший оригинальный сценарий      | ★ Эрл У. Уоллес, Уильям Келли и Памела Уоллес — «Свидетель» | ★ Эрл У. Уоллес, Уильям Келли и Памела Уоллес — «Свидетель» |
| Лучший оригинальный сценарий      | • Роберт Земекис и Боб Гейл — «Назад в будущее» | |
| Лучший оригинальный сценарий      | • Терри Гиллиам, Том Стоппард и Чарльз МакКоуэн — «Бразилия» | |
| Лучший оригинальный сценарий      | • Луис Пуэнсо и Аида Бортник — «Официальная версия» | |
| Лучший оригинальный сценарий      | • Вуди Аллен — «Пурпурная роза Каира» | |
| Лучший адаптированный сценарий    | ★ Курт Людтке — «Из Африки» (по автобиографии Карен Бликсен, книге Эррола Тржбински «Тишина заговорит» («Silence Will Speak») и книге «Джудит Труман Исак Динесен: Жизнь рассказчика» («Isak Dinesen: The Life of a Storyteller»)) | ★ Курт Людтке — «Из Африки» (по автобиографии Карен Бликсен, книге Эррола Тржбински «Тишина заговорит» («Silence Will Speak») и книге «Джудит Труман Исак Динесен: Жизнь рассказчика» («Isak Dinesen: The Life of a Storyteller»)) |
| Лучший адаптированный сценарий    | • Менно Мейес — «Цветы лиловые полей» (по роману Элис Уокер «The Color Purple») | |
| Лучший адаптированный сценарий    | • Леонард Шредер — «Поцелуй женщины-паука» (по одноимённому роману Мануэля Пуига) | |
| Лучший адаптированный сценарий    | • Ричард Кондон и Джанет Роач — «Честь семьи Прицци» (по одноимённому роману Ричарда Кондона) | |
| Лучший адаптированный сценарий    | • Хортон Фут — «Поездка в Баунтифул» (по одноимённой телепьесе автора) | |
| Лучший фильм на иностранном языке | ★ Официальная версия / La historia oficial (Аргентина) реж. Луис Пуэнсо | ★ Официальная версия / La historia oficial (Аргентина) реж. Луис Пуэнсо |
| Лучший фильм на иностранном языке | • Горький урожай / Bittere Ernte (ФРГ) реж. Агнешка Холланд | |
| Лучший фильм на иностранном языке | • Полковник Редль / нем. Oberst Redl / венг. Redl ezredes (Венгрия) реж. Иштван Сабо | |
| Лучший фильм на иностранном языке | • Трое мужчин и младенец в люльке / Trois hommes et un couffin (Франция) реж. Колин Серро | |
| Лучший фильм на иностранном языке | • Папа в командировке / Otac na službenom putu / Отац на службеном путу (Югославия) реж. Эмир Кустурица | |

### Другие категории
| Категории                                    | Лауреаты и номинанты | Лауреаты и номинанты | Лауреаты и номинанты |
| -------------------------------------------- | --- | --- | -------------------- |
| Лучшая музыка: Оригинальный саундтрек        | Джон Барри | ★ Джон Барри — «Из Африки» |                      |
| Лучшая музыка: Оригинальный саундтрек        | Джон Барри | • Жорж Делерю — «Агнесса божья» |                      |
| Лучшая музыка: Оригинальный саундтрек        | Джон Барри | • Куинси Джонс, Джереми Люббок, Род Темпертон, Каифус Семеня, Андре Крауч, Крис Бордман, Хорхе Каландрелли, Джоэл Розенбаум, Фред Стейнер, Джек Хэйес, Джерри Хей, Рэнди Кербер — «Цветы лиловые полей» |                      |
| Лучшая музыка: Оригинальный саундтрек        | Джон Барри | • Брюс Брютон — «Сильверадо» |                      |
| Лучшая музыка: Оригинальный саундтрек        | Джон Барри | • Морис Жарр — «Свидетель» |                      |
| Лучшая песня к фильму                        | ★ Say You, Say Me — «Белые ночи» — музыка и слова: Лайонел Ричи                                                                                | ★ Say You, Say Me — «Белые ночи» — музыка и слова: Лайонел Ричи |                      |
| Лучшая песня к фильму                        | • Miss Celie’s Blues (Sister) — «Цветы лиловые полей» — музыка и слова: Куинси Джонс и Род Темпертон, слова: Лайонел Ричи                      | |                      |
| Лучшая песня к фильму                        | • The Power of Love — «Назад в будущее» — музыка: Крис Хэйес и Джонни Колла, слова: Хьюи Льюис                                                 | |                      |
| Лучшая песня к фильму                        | • Separate Lives (Love Theme from ‘White Nights’) — «Белые ночи» — музыка и слова: Стивен Бишоп                                                | |                      |
| Лучшая песня к фильму                        | • Surprise, Surprise — «Кордебалет» — музыка: Марвин Хэмлиш, слова: Эдвард Клебан                                                              | |                      |
| Лучшая операторская работа                   | ★ Дэвид Уоткин — «Из Африки» | ★ Дэвид Уоткин — «Из Африки» |                      |
| Лучшая операторская работа                   | • Аллен Давио — «Цветы лиловые полей» | |                      |
| Лучшая операторская работа                   | • Уильям Э. Фрейкер — «Любовь Мёрфи» | |                      |
| Лучшая операторская работа                   | • Такао Сайто, Масахару Уэда и Асакадзу Накаи — «Ран»                                                                                          | |                      |
| Лучшая операторская работа                   | • Джон Сил — «Свидетель» | |                      |
| Лучший монтаж                                | ★ Том Ноубл — «Свидетель» | ★ Том Ноубл — «Свидетель» |                      |
| Лучший монтаж                                | • Джон Блум — «Кордебалет» | |                      |
| Лучший монтаж                                | • Фредерик Стайнкамп, Уильям Стайнкамп, Пемброук Дж. Херринг, Шелдон Кан — «Из Африки»                                                         | |                      |
| Лучший монтаж                                | • Руди Фер, Кайя Фер — «Честь семьи Прицци» | |                      |
| Лучший монтаж                                | • Генри Ричардсон — «Поезд-беглец» | |                      |
| Лучшая работа художника                      | ★ Стивен Б. Граймз (постановщик), Джози МакАвин (декоратор) — «Из Африки»                                                                      | ★ Стивен Б. Граймз (постановщик), Джози МакАвин (декоратор) — «Из Африки» |                      |
| Лучшая работа художника                      | • Норман Гарвуд (постановщик), Мэгги Грэй (декоратор) — «Бразилия»                                                                             | |                      |
| Лучшая работа художника                      | • Дж. Майкл Рива, Бо Уэлш (постановщики), Линда Дессенна (декоратор) — «Цветы лиловые полей»                                                   | |                      |
| Лучшая работа художника                      | • Ёсиро Мураки, Синобу Мураки (постановщики) — «Ран»                                                                                           | |                      |
| Лучшая работа художника                      | • Стэн Джолли (постановщик), Джон Х. Андерсон (декоратор) — «Свидетель»                                                                        | |                      |
| Лучший дизайн костюмов                       | ★ Еми Вада — «Ран» | ★ Еми Вада — «Ран» |                      |
| Лучший дизайн костюмов                       | • Эджи Джерард Роджерс — «Цветы лиловые полей»                                                                                                 | |                      |
| Лучший дизайн костюмов                       | • Альберт Вольски — «Путешествие Нэтти Ганн»                                                                                                   | |                      |
| Лучший дизайн костюмов                       | • Милена Канонеро — «Из Африки» | |                      |
| Лучший дизайн костюмов                       | • Донфелд — «Честь семьи Прицци» | |                      |
| Лучший звук                                  | ★ Крис Дженкинс, Гэри Александр, Ларри Стенсволд, Питер Хэндфорд — «Из Африки»                                                                 | ★ Крис Дженкинс, Гэри Александр, Ларри Стенсволд, Питер Хэндфорд — «Из Африки» |                      |
| Лучший звук                                  | • Билл Варни, Б. Теннисон Себастьян II, Роберт Тёрлуэлл, Уильям Б. Каплан — «Назад в будущее»                                                  | |                      |
| Лучший звук                                  | • Дональд О. Митчелл, Майкл Минклер, Джерри Хамфрис, Кристофер Ньюман — «Кордебалет»                                                           | |                      |
| Лучший звук                                  | • Лес Фрешольц, Дик Александр, Верн Пур, Бад Алпер — «Леди-ястреб»                                                                             | |                      |
| Лучший звук                                  | • Дональд О. Митчелл, Рик Клайн, Кевин О’Коннелл, Дэвид М. Ронн — «Сильверадо»                                                                 | |                      |
| Лучший монтаж звуковых эффектов              | ★ Чарльз Л. Кэмпбелл, Роберт Р. Рутледж — «Назад в будущее»                                                                                    | ★ Чарльз Л. Кэмпбелл, Роберт Р. Рутледж — «Назад в будущее» |                      |
| Лучший монтаж звуковых эффектов              | • Боб Хендерсон, Алан Роберт Мюррей — «Леди-ястреб»                                                                                            | |                      |
| Лучший монтаж звуковых эффектов              | • Фред Дж. Браун — «Рэмбо: Первая кровь 2» | |                      |
| Лучшие визуальные эффекты                    | ★ Кен Ралстон, Ральф Маккуорри, Скотт Фаррар, Дэвид Берри — «Кокон»                                                                            | ★ Кен Ралстон, Ральф Маккуорри, Скотт Фаррар, Дэвид Берри — «Кокон» |                      |
| Лучшие визуальные эффекты                    | • Уилл Винтон, Иэн Уингроу, Зоран Перишич, Майкл Ллойд — «Возвращение в страну Оз»                                                             | |                      |
| Лучшие визуальные эффекты                    | • Деннис Мьюрен, Кит Уэст, Джон Эллис, Дэвид Аллен — «Молодой Шерлок Холмс»                                                                    | |                      |
| Лучший грим                                  | ★ Майкл Уэстмор, Золтан Элек — «Маска» | ★ Майкл Уэстмор, Золтан Элек — «Маска» |                      |
| Лучший грим                                  | • Кен Чейз — «Цветы лиловые полей» | |                      |
| Лучший грим                                  | • Карл Фуллертон — «Ремо Уильямс: Приключение начинается»                                                                                      | |                      |
| Лучший документальный полнометражный фильм   | ★ Сломанная радуга / Broken Rainbow (продюсеры: Мария Флорио и Виктория Мадд)                                                                  | ★ Сломанная радуга / Broken Rainbow (продюсеры: Мария Флорио и Виктория Мадд) |                      |
| Лучший документальный полнометражный фильм   | • Матери площади Мая / Las madres de la Plaza de Mayo (продюсеры: Сюзанна Блауштейн Муньос и Лурдес Портильо)                                  | |                      |
| Лучший документальный полнометражный фильм   | • Солдаты невидимого фронта / Soldiers in Hiding (продюсер: Джафет Эшер)                                                                       | |                      |
| Лучший документальный полнометражный фильм   | • Статуя Свободы / The Statue of Liberty (продюсеры: Кен Бёрнс и Бадди Сквайрс)                                                                | |                      |
| Лучший документальный полнометражный фильм   | • Незаконченное дело / Unfinished Business (продюсер: Стивен Оказаки)                                                                          | |                      |
| Лучший документальный короткометражный фильм | ★ Свидетель войны: Доктор Чарли Клементс / Witness to War: Dr. Charlie Clements (продюсер: Дэвид Гудман)                                       | ★ Свидетель войны: Доктор Чарли Клементс / Witness to War: Dr. Charlie Clements (продюсер: Дэвид Гудман)                                                                                                |                      |
| Лучший документальный короткометражный фильм | • Безрассудная храбрость / The Courage to Care (продюсер: Роберт Гарднер)                                                                      | |                      |
| Лучший документальный короткометражный фильм | • Китс и его соловей: Тёмная дата / Keats and His Nightingale: A Blind Date (продюсеры: Майкл Краули и Jim Wolpaw)                             | |                      |
| Лучший документальный короткометражный фильм | • Как делаются увертюры: История общественного оркестра / Making Overtures: The Story of a Community Orchestra (продюсер: Барбара Уиллис Свит) | |                      |
| Лучший документальный короткометражный фильм | • Фокусник с верёвками / The Wizard of the Strings (продюсер: Алан Эдельштейн)                                                                 | |                      |
| Лучший игровой короткометражный фильм        | ★ Пилигрим Молли / Molly’s Pilgrim (продюсеры: Джефф Браун и Крис Пелцер)                                                                      | ★ Пилигрим Молли / Molly’s Pilgrim (продюсеры: Джефф Браун и Крис Пелцер) |                      |
| Лучший игровой короткометражный фильм        | • Граффити / Graffiti (продюсер: Дианна Костелло)                                                                                              | |                      |
| Лучший игровой короткометражный фильм        | • Война под радугой / Rainbow War (продюсер: Боб Роджерс)                                                                                      | |                      |
| Лучший анимационный короткометражный фильм   | ★ Анна и Бэлла / Anna & Bella (продюсер: Цилиа Ван Дайк)                                                                                       | ★ Анна и Бэлла / Anna & Bella (продюсер: Цилиа Ван Дайк) |                      |
| Лучший анимационный короткометражный фильм   | • Большой Снит / The Big Snit (продюсеры: Ричард Конди и Майкл Дж. Ф. Скотт)                                                                   | |                      |
| Лучший анимационный короткометражный фильм   | • Второсортная почта / Second Class Mail (продюсер: Элисон Сноуден)                                                                            | |                      |

### Специальные награды
| Награда                                                         | Лауреаты                                                                                                  |
| --------------------------------------------------------------- | --- |
| Премия за выдающиеся заслуги в кинематографе (Почётный «Оскар») | ★ Пол Ньюман — в знак благодарности его героям, а также за личное бескорыстие и преданность искусству.    |
| Премия за выдающиеся заслуги в кинематографе (Почётный «Оскар») | ★ Алекс Норт — в знак признания его выдающихся заслуг в создании музыки для множества прекрасных фильмов. |
| Medal of Commendation                                           | ★ Джон Х. Уитни ст. — пионеру кинопроизводства.                                                           |
| Награда имени Джина Хершолта                                    | ★ Чарльз «Бадди» Роджерс                                                                                  |

## Научно-технические награды
| Категории                        | Лауреаты |
| -------------------------------- | --- |
| Academy Award of Merit           | Не присуждалась |
| Scientific and Engineering Award | • Imax Systems Corp. — за изобретение метода съемки и демонстрации высококачественных широкоформатных широкоугольных фильмов.                                                                                 |
| Scientific and Engineering Award | • Эрнст Ф. Неттман (E.F. Nettman & Associates), Эдвард Филлипс, Карлос ДеМаттос (Matthews Studio Equipment, Inc.) — за изобретение (Nettman) и разработку (Phillips/DeMattos) CamRemote для киносъемки.       |
| Scientific and Engineering Award | • Майрон Гордин, Джо П. Крукхэм, Джим Дрост, Дэвид Крукхэм (Musco Mobile Lighting, Ltd.) — за изобретение способа транспортировки регулируемых светильников высокой мощности и их применение в киноиндустрии. |
| Technical Achievement Award      | • Дэвид У. Спенсер — за разработку процесса передачи анимационных фотографий (APT). |
| Technical Achievement Award      | • Harrison & Harrison, Optical Engineers — за изобретение и разработку диффузионных фильтров Харрисона для киносъемки.                                                                                        |
| Technical Achievement Award      | • Ларри Бартон (Cinematography Electronics, Inc.) — за создание прецизионного, управляемого кристаллом устройства для киносъемки.                                                                             |
| Technical Achievement Award      | • Алан Ландакер (Burbank Studios) — за Mark III Camera Drive для киносъемки. |